# Banova Jaruga
Banova Jaruga is een plaats in de gemeente Kutina in de Kroatische provincie Sisak-Moslavina. De plaats telt 748 inwoners (2001).